# Carlos Lampe
Carlos Emilio Lampe Porras (Santa Cruz de la Sierra, 17 de marzo de 1987) es un futbolista boliviano nacionalizado argentino que juega como arquero en el Bolívar de la Primera División de Bolivia. Es internacional absoluto con la selección boliviana desde 2010.

## Trayectoria
En el 2007 atajó en Bolívar, donde logró clasificar a la Copa Sudamericana 2008. Jugó para el Universitario de Sucre, después de haber jugado los seis partidos en su camino a través de la Copa Sudamericana 2010, recogiendo el premio de mejor jugador del partido en un par de encuentros, además jugó la Copa Libertadores 2009.

### Club Bolívar
Jugó 6 meses por el Bolívar donde peleó palmo a palmo el puesto con Romel Quiñonez, logró clasificar a la Copa Libertadores 2013.

### San José
Se dio su vuelta a San José en 2013 para jugar la Copa Libertadores 2013 donde se eliminó en primera ronda. Quedó 3.º en el torneo local, clasificando así a la Copa Sudamericana 2014. Jugó además la Copa Libertadores 2015.
Volvió a San José el 2018, consiguiendo el campeonato de la Liga Boliviana.

### Sport Boys
A mediados del 2015 se confirma su alejamiento de San José debido a crisis entre dirigentes. Luego se confirma su contratación junto a Leonel Morales en el Sport Boys.

### Huachipato
Lampe se ha convertido en un arquero de selección regular para la selección boliviana y fue titular en la Copa América Centenario. Luego de su excelente desempeño y negarle el gol 500 a Lionel Messi fue contratado por Huachipato.
Rompió récord, Mejoró una marca que databa de 1983, Llevó 463 minutos sin recibir goles en Primera División.
Carlos Lampe dejó atrás lo realizado en 1983 por Roberto Ortiz, jugador emblemático de Huachipato.

### Boca Juniors
Lampe tuvo acordado su cesión por 3 meses con opción de compra al club argentino. Reemplazó a Esteban Andrada en la lista y empezó a jugar en las semifinales de la Conmebol Libertadores. El contrato fue cerrado con su antiguo club, el Huachipato, el 4 de octubre de 2018 y estuvo valuado en unos US$200000. Formó parte del plantel subcampeón de la edición de la Copa Libertadores 2018. En 2019 su préstamo con Boca venció, y retornó al club dueño de su pase Huachipato. Se fue del club sin haber sumado ningún minuto, a pesar de haber sido titular indiscutible en la selección Boliviana.

### Always Ready
Llega cedido por 6 meses por su antiguo club Huachipato para jugar la Copa Libertadores.
El 24 de junio de 2020, Carlos Lampe dio a conocer ante la opinión pública que había contraído la enfermedad del Coronavirus al igual que su esposa, pero que ambos se encontraban estables de salud.
Ese mismo año ganó la Liga Boliviana con el Always Ready.

### Vélez Sarsfield
Después de tener una gran Copa América con Bolivia, Carlos Lampe llega a Vélez en julio del 2021, con el Fortín apenas jugó un solo partido contra Platense el 10 de diciembre de 2021, atajando un penal que el mismo cometió.
El 2022 no jugó ningún partido y terminó marchándose del club en junio.

## Selección nacional
Lampe jugó para Bolivia en el Campeonato Sudamericano Sub-20 del 2007 en Paraguay. En 2009, recibió su primera convocatoria para la Selección Boliviana para las eliminatorias de la Copa Mundial de Fútbol 2010 en Sudáfrica contra Venezuela y Chile, el 6 y 10 de junio, respectivamente. Sin embargo, el director técnico de la Selección decidió mantenerlo en la banca de suplentes en ambos juegos. Hizo su debut internacional para Bolivia el 24 de febrero de 2010 en un amistoso contra México. Fue el suplente de Carlos Arias.
El entrenador Julio César Baldivieso decidió convocarlo nuevamente a la Selección Boliviana para enfrentar un partido de eliminatorias contra la Selección argentina partido que jugó como arquero titular, el encuentro se disputó el 30 de marzo de 2016, marcador que favoreció a la Albiceleste por 2-0.
Después de haber jugado su primer partido como titular, Julio César Baldivieso convocó a Lampe para disputar la Copa América Centenario, donde fue titular, llegando a disputar los tres encuentros de la fase de grupos recibiendo siete goles.
Tuvo un buen rendimiento ante Chile (0-0), Perú (2-0), Argentina (2-0) y Brasil (0-0). en las clasificatorias para el Mundial de 2018. El jueves 5 de octubre de 2017 fue la gran figura de este último partido, jugado en La Paz, realizando once atajadas, récord en las eliminatorias, llevando elogios del propio Tite.

### Participaciones en eliminatorias al Mundial
| Eliminatorias                 | Resultado  | Partidos | Goles R. |
| ----------------------------- | ---------- | -------- | -------- |
| Eliminatorias Mundial de 2018 | 9.º puesto | 11       | 24       |
| Eliminatorias Mundial de 2022 | 9.º puesto | 16       | 35       |

### Participaciones en Copa América
| Copa                    | Sede           | Resultado      | Partidos | Goles R. |
| ----------------------- | -------------- | -------------- | -------- | -------- |
| Copa América Centenario | Estados Unidos | Fase de grupos | 3        | 7        |
| Copa América 2019       | Brasil         | Fase de grupos | 3        | 9        |
| Copa América 2021       | Brasil         | Fase de grupos | 3        | 7        |

## Clubes
| Club                   | País      | Año           |
| ---------------------- | --------- | ------------- |
| Universitario de Sucre | Bolivia   | 2005-06       |
| Bolívar                | Bolivia   | 2007          |
| Guabirá                | Bolivia   | 2008          |
| Universitario de Sucre | Bolivia   | 2009-11       |
| San José               | Bolivia   | 2011-12       |
| Bolívar                | Bolivia   | 2012          |
| San José               | Bolivia   | 2013-15       |
| Sport Boys Warnes      | Bolivia   | 2015-16       |
| Huachipato             | Chile     | 2016-18       |
| Boca Juniors           | Argentina | 2018          |
| San José               | Bolivia   | 2019          |
| Always Ready           | Bolivia   | 2020-21       |
| Vélez Sarsfield        | Argentina | 2021-22       |
| Atlético Tucumán       | Argentina | 2022          |
| Bolívar                | Bolivia   | 2023-presente |

## Palmarés

### Títulos nacionales
| Título                          | Equipo       | Año           |
| ------------------------------- | ------------ | ------------- |
| Primera División                | Sport Boys   | Apertura 2015 |
| Primera División                | Always Ready | Apertura 2020 |
| Copa de la División Profesional | Bolívar      | 2023          |
| Primera División                | Bolívar      | 2024          |

### Torneos cortos
| Título          | Equipo  | Año  |
| --------------- | ------- | ---- |
| Torneo Clausura | Bolívar | 2024 |

## Vida personal
Carlos Lampe siempre estuvo vinculado al deporte, no sólo bajo los tres palos de la portería, ya que es practicante de taekwondo, también fue baloncestista y jugó fútbol en la posición de delantero. Está casado desde 2014 con Mariela Flores, con la que tiene tres hijos.